# Systematik der Nachtschattengewächse
Die Systematik der Nachtschattengewächse (Solanaceae) ist bisher noch nicht allgemein anerkannt geklärt. Dies liegt vor allem an der Größe der Familie der Nachtschattengewächse, aber auch an der morphologischen Vielfalt und an dem Umstand, dass verschiedene morphologische Merkmale sowohl genetisch bedingt, aber auch standortbedingt Veränderungen unterliegen können, und dass sich einige Merkmale mehrfach parallel innerhalb der Familie ausgebildet haben.
Die folgenden Systematiken sind die neueren, bis auf Gattung- oder Untergattungsebene kompletten Systematiken, von denen jedoch noch keine die Verwandtschaftsverhältnisse innerhalb der Familie vollständig abbildet.

## Systematik nach D’Arcy
(Ohne Untergattungen)
- Unterfamilie Solanoideae

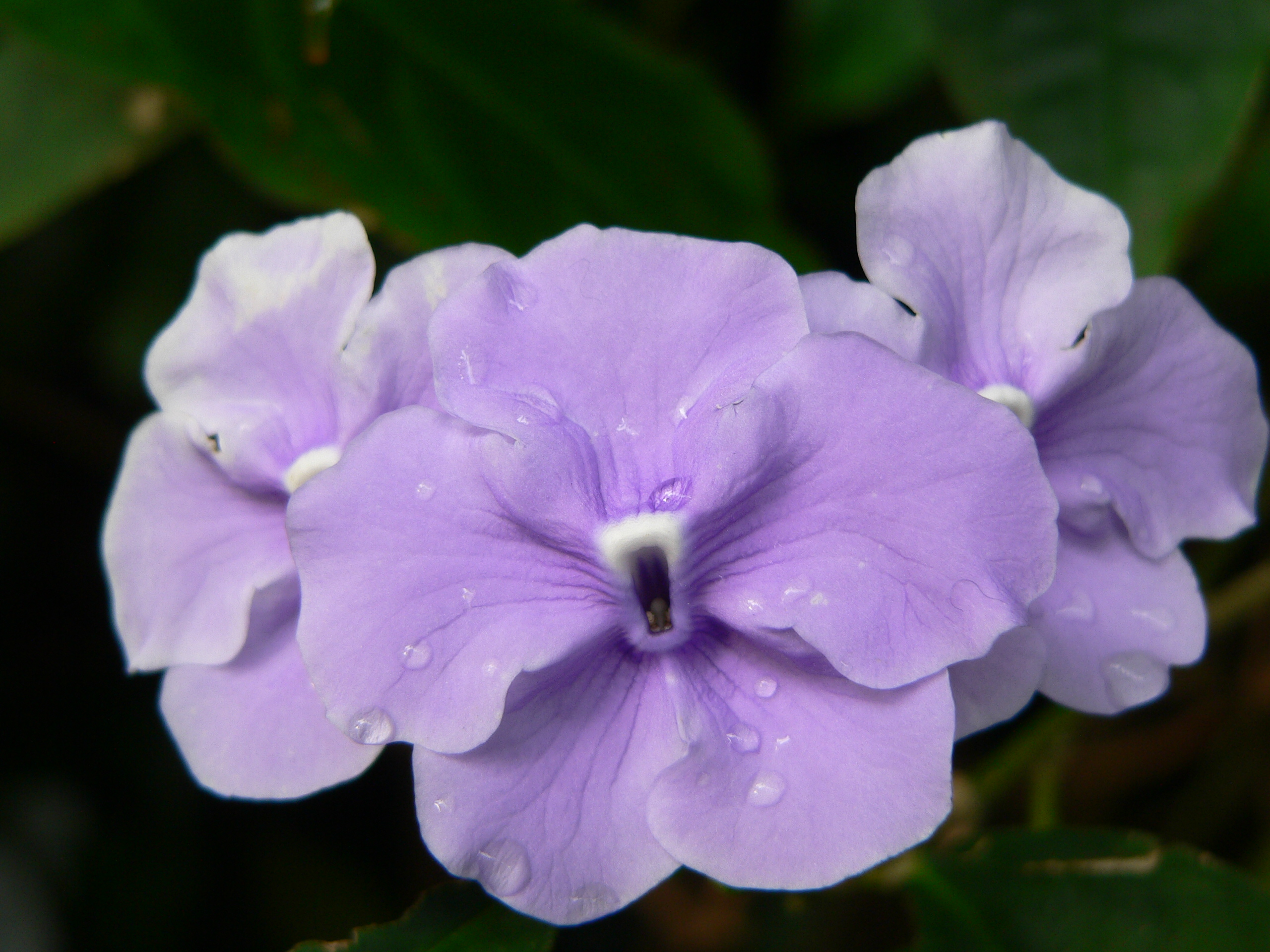
Brunfelsia pauciflora

- Tribus Solaneae: Acnistus, Athenaea, Capsicum, Cacabus, Cuatresia, Cyphomandra1, Deprea, Dunalia, Exodeconus, Iochroma, Jaltomata, Lycopersicon1, Withania, Physalis, Leucophysalis, Magaranthus, Quincula, Saracha, Hebecladus, Archiphysalis, Chamaesaracha, Solanum, Lycianthes, Brachistus, Vassobia, Witheringia, Atropa, Hyoscyamus, Mandragora
- Tribus Daturae: Brugmansia, Datura
- Tribus Jaboroseae: Jaborosa, Salpichroa, Trechonaetes
- Tribus Lycieae: Grabowskia, Lycium, Phrodus
- Tribus Nicandreae: Nicandra
- Tribus Solandreae: Solandra, Trianaea
- Tribus Juanulloeae: Hawkesiophyton, Juanulloa, Markea, Schultesianthus, Rahowardiana
- Tribus Hyoscyameae: Hyoscyamus, Scopolia, Physochlaina
- nicht-eingeordnete Gattungen innerhalb der Unterfamilie: Discopodium, Mellissia, Nectouxia, Nothocestrum, Oryctes, Pauia, Triguera1, Sterrhymenia

- Unterfamilie Cestroideae

- Tribus Cestreae: Cestrum, Metternichia, Sessea, Sesseopsis, Vestia, Phrodus
- Tribus Nicotianea: Benthamiella, Bouchetia, Combera, Nicotiana, Nierembergia, Pantacantha, Petunia, Fabiana, Latua
- Tribus Salpiglossideae: Browallia, Brunfelsia, Leptoglossis, Reyesia, Salpiglossis, Hunzikeria, Schizanthus, Streptosolen
- Tribus Schwenckieae: Melananthus, Protoschwenckia, Schwenckiopsis, Schwenckia
- Tribus Parabouchetieae: Parabouchetia
- Tribus Anthocercideae: Anthocercis, Anthotroche, Crenidium, Cyphanthera, Duboisia, Grammosolen, Symonanthus
- nicht-eingeordnete Gattungen innerhalb der Unterfamilie: Anisodus, Atrichodendron, Heteranthia, Przewalskia

## Systematik nach Hunziker
- Unterfamilie Cestroideae

- Tribus Cestreae: Cestrum, Vestia, Sessea
- Tribus Metternichieae: Metternichia
- Tribus Latueae: Latua
- Tribus Nicotianeae

- Untertribus Nicotianinae: Nicotiana, Petunia, Fabiana
- Untertribus Nierembergiinae: Nierembergia, Bouchetia
- Untertribus Leptoglossinae: Leptoglossis, Hunzikeria, Plowmania

- Tribus Benthamielleae: Benthamiella, Pantacantha, Combera
- Tribus Francisceae: Brunfelsia
- Tribus Browallieae: Browallia, Streptosolen
- Tribus Schwenckieae: Schwenckia, Melananthus, Protoschwenckia, Heteranthia

- Unterfamilie Juanulloideae: Juanulloa, Dyssochroma, Ectozoma, Hawkesiophyton, Markea, Merinthopodium, Rahowardiana, Schultesianthus, Trianaea
- Unterfamilie Solanoideae

- Tribus Nicandreae: Nicandra
- Tribus Mandragoreae: Mandragora
- Tribus Datureae: Datura, Brugmansia
- Tribus Lycieae: Lycium, Phrodus, Grabowskia
- Tribus Solaneae

- Untertribus Witheringinae: Witheringia, Brachistus, Cuatresia, Deprea, Discopodium, Exodeconus, Jaltomata, Nothocestrum, Acnistus
- Untertribus Physalinae: Physalis, Quincula, Leucophysalis, Chamaesaracha
- Untertribus Iochrominae: Iochroma, Saracha, Oryctes, Tubocapsicum
- Untertribus Capsicinae: Capsicum, Aureliana, Athenaea, Darcyanthus, Eriolarynx, Vassobia, Larnax, Dunalia, Withania
- Untertribus Solaninae: Solanum, Cyphomandra1, Lycopersicon1, Lycianthes, Triguera1, Normania1

- Tribus Atropeae: Atropa
- Tribus Jaboroseae: Jaborosa, Salpichroa, Nectouxia
- Tribus Solandreae: Solandra
- Tribus Hyoscyameae: Hyoscyamus, Anisodus, Atropanthe, Physochlaina, Przewalskia, Scopolia

- Unterfamilie Salpiglossoideae: Salpiglossis, Reyesia
- Unterfamilie Schizanthoideae: Schizanthus
- Unterfamilie Anthocercidoideae: Anthocercis, Anthotroche, Cyphanthera, Crenidium, Duboisia, Grammosolen, Symonanthus

Gattungen, die nach Hunziker nicht mehr in die Familie der Nachtschattengewächse eingeordnet sind: Duckeodendron, Eutheta, Goetzea, Espadaea, Coeloneurum, Bissea, Lithophytum, Nolana, Parabouchetia, Retzia, Sclerophylax, Tsoala, Tunaria, Valerioa.

## Systematik nach Olmstead (1999)
- Unterfamilie Cestroideae

- Tribus Browallieae: Browallia, Streptosolen
- Tribus Cestreae: Cestrum, Metternichia, Sessea, Vestia
- Tribus Salpiglossideae: Reyesia, Salpiglossis

- Unterfamilie Goetzeoideae: Coeloneurum, Espadaea, Goetzea, Henoonia
- Unterfamilie Petunioideae: Benthamiella, Bouchetia, Brunfelsia, Calibrachoa, Combera, Fabiana, Hunzikeria, Latua, Leptoglossis, Nierembergia, Pantacantha, Petunia, Plowmania
- Unterfamilie Schizanthoideae: Schizanthus
- Unterfamilie Schwenckioideae: Heteranthia, Melananthus, Protoschwenckia, Schwenckia
- Unterfamilie Nicotianoideae

- Tribus Anthocercideae, Anthocercis, Anthotroche, Crenidium, Cyphanthera, Duboisia, Grammosolen, Symonanthus
- Tribus Nicotianeae: Nicotiana

- Unterfamilie Solanoideae

- Tribus Capsiceae: Capsicum, Lycianthes
- Tribus Datureae: Brugmansia, Datura, Methysticodendron
- Tribus Hyoscyameae: Anisodus, Atropa, Atropanthe, Hyoscyamus, Physochlaina, Przewalskia, Scopolia
- Tribus Jaboroseae: Jaborosa
- Tribus Solandreae

- Untertribus Juanulloinae, Dyssochroma, Ectozoma, Hawkesiophyton, Juanulloa, Markea, Merinthopodium, Rahowardiana, Schultesianthus, Trianaea
- Untertribus Solandrinae: Solandra

- Tribus Lycieae: Grabowskia, Lycium, Phrodus
- Tribus Mandragoreae: Mandragora
- Tribus Nicandreae: Exodeconus, Nicandra
- Tribus Nolaneae: Alona, Nolana
- Tribus Physaleae

- Untertribus Iochrominae: Acnistus, Dunalia, Iochroma, Saracha, Vassobia
- Untertribus Physalinae: Brachistus, Chamaesaracha, Leucophysalis, Magaranthus, Oryctes, Quincula, Physalis, Witheringia
- Untertribus Salpichroinae: Nectouxia, Salpichroa
- Untertribus Withaninae, Archiphysalis, Athenaea, Aureliana, Cuatresia, Deprea, Larnax, Mellissia, Physalisatrum, Tubocapsicum, Withania

- Tribus Solaneae, Cyphomandra1, Discopodium, Jaltomata, Lycopersicon1, Normania1, Nothocestrum, Solanum, Triguera

## Systematik nach Olmstead (2008)
- Nicht in eine Unterfamilie eingeordnet:  Duckeodendron, Schizanthus
- Unterfamilie Goetzeoideae: Coeloneurum, Espadaea, Goetzea, Henoonia, Metternichia, Tsoala
- Tribus Benthamielleae (Evtl. auch in Cestroideae eingeordnet): Benthamiella, Combera, Panthacantha
- Unterfamilie Cestroideae:
  - Tribus Cestreae: Cestrum, Sessea, Vestia
  - Tribus Browallieae: Browallia, Streptosolen
  - Tribus Salpiglossideae: Reyesia, Salpiglossis
  - Protoschwenckia
- Tribus Petunieae: Bouchetia, Brunfelsia, Calibrachoa, Fabiana, Hunzikeria, Leptoglossis, Nierembergia, Petunia, Plowmania
- Tribus Schwenckieae: Heteranthia, Melanathus, Schwenckia
- x=12-Klade (Ohne Rang)
  - Unterfamilie Nicotianoideae:
    - „Tribus“ Anthocercideae: Anthocercis, Anthotroche, Crenidium,  Cyphanthera, Duboisia, Grammosolen, Symonanthus
    - Nicotiana

  - Unterfamilie Solanoideae:
    - Atropina (Ohne Rang):
      - Tribus Hyoscyameae:  Anisodus, Atropanthe, Atropa, Hyoscyamus,  Physochlaina, Przewalskia, Scopolia
      - Tribus Lycieae: Lycium (incl. Grabowskia,  Phrodus)
      - Jaborosa, Latua, Nolana, Sclerophylax

    - Tribus Capsiceae: Capsicum, Lycianthes
    - Tribus Datureae: Brugmansia, Datura, Iochroma cardenasianum
    - Tribus Juanulloeae: Dyssochroma, Juanulloa, Markea (incl. Hawkesiophyton), Merinthopodium, Trianaea
    - Tribus Physaleae:
      - Subtribus Withaninae: Athenaea, Aureliana, Discopodium, Nothocestrum, Tubocapsicum, Withania (incl. Archiphysalis, Physaliastrum, Mellissia)
      - Subtribus Iochrominae: Acnistus, Dunalia, Eriolarynx, Iochroma, Saracha, Vassobia
      - Subtribus Physalinae: Brachistus, Chamaesaracha, Leucophysalis, Margaranthus, Oryctes, Physalis, Quincula, Tzeltalia, Witheringia
      - Nicht weiter in die Physaleae eingeordnet: Cuatresia, Deprea, Larnax

    - Salpichroina (ohne Rang): Nectouxia, Salpichroa
    - Tribus Solaneae: Jaltomata, Solanum
    - Nicht weiter in die Solanoideae eingeordnet: Exodeconus, Mandragora, Nicandra, Schultesianthus, Solandra